# Yanis Marshall
Pour l’article homonyme, voir Marshall.
Yanis Marshall, né le 11 novembre 1989 à Grasse, est un chorégraphe et danseur français. Il est spécialiste de la danse sur talons et du street jazz. En 2022, il est le professeur de danse de Star Academy.

## Biographie
En 2005, Yanis Marshall intègre, à 15 ans, la troupe de la comédie musicale Le Roi Soleil, dont la chorégraphie est signée par Kamel Ouali. 
À la suite de sa participation au concours La Meilleure Danse sur la chaîne W9, la chanteuse Jenifer lui propose de devenir son chorégraphe, notamment pour le clip de Sur le fil. En 2013, il poste sur YouTube une vidéo dans laquelle il reprend des chorégraphies en talons aiguilles, atteignant chacune plusieurs millions de vues. L'année suivante, en 2014, il effectue un numéro de danse avec Arnaud et Medhi dans Britain's Got Talent. Arrivés deuxièmes de leur demi-finale (notamment grâce au vote du public), ils termineront derniers de la finale, recevant même un buzz de Simon Cowell lors de leur prestation.
Yanis Marshall poursuit sa carrière de danseur avec la comédie musicale Les Dix Commandements ; cette version 2016-2017 est intitulée La plus belle histoire de tous les temps.
Il est le chorégraphe du spectacle Las Vegas Zumanity du Cirque du Soleil et a également passé du temps à travailler comme entraîneur et chorégraphe sur Dancing with the Stars et la version ukrainienne de So You Think You Can Dance.
Yanis Marshall apparaît en 2018 en tant que Deadpool dansant dans la vidéo Ashes de Céline Dion, tandis que Ryan Reynolds apparait en tant que Deadpool dans la partie parlante. En 2019, il apparaît dans le quatrième épisode de la saison 11 de RuPaul's Drag Race : Trump : The Rusical.
En 2022, Yanis Marshall est le juge invité dans le cinquième épisode de la première saison du divertissement Drag Race France sur France 2. À l’automne de la même année, il devient le professeur de danse de la 10e saison de l'émission Star Academy sur TF1,. Grâce à sa formation pluridisciplinaire, il enseigne le street jazz, le lyrical jazz et le cabaret en talons au Studio Harmonic à Paris. Admirateur depuis son plus jeune âge de la chanteuse Madonna,, Yanis Marshall lui rend hommage à plusieurs reprises, notamment lors de la finale de la dizième saison de Star Academy, où il arbore une tenue en référence au célèbre corset de Jean-Paul Gaultier que porta la chanteuse,.

### Vie privée
Yanis Marshall est ouvertement gay et parle souvent du rôle que joue la danse dans le coming out des gens,.

### Filmographie
Les chatouilles (2018) - Jordan

### Accusations envers Bruno Vandelli
En juin 2023, Yanis Marshall révèle dans l'émission Chez Jordan De Luxe (C8) qu'il a été victime de violences sexuelles de la part d'une personne du milieu de la danse dont il tait l'identité. Le 17 janvier 2024, il publie sur son compte Instagram un message dans lequel il vise le danseur et chorégraphe Bruno Vandelli.